# Ramsey, Isle of Man
Ramsey (Manx: Rhumsaa) är en stad på norra sidan av Isle of Man, 20 km norr om huvudstaden Douglas. Det är den tredje största staden på ön och har en befolkning på ungefär 7 800 personer.  Ramsey har Isle of Mans största hamn och var förr den viktigaste punkten för kommunikation med Skottland. Ramsey har den nordligaste stationen för Manx elektriska järnväg och staden är starten på banorna för Manx Grand Prix och Isle of Man TT, två årliga motorcykeltävlingar.
Den här artikeln är helt eller delvis baserad på material från engelskspråkiga Wikipedia, Ramsey, Isle of Man, 9 januari 2017.